# Jana Ustohalová
Jana Ustohalová (* 1977) je česká novinářka, dříve dlouholetá redaktorka MF DNES a od roku 2018 redaktorka Deníku N.

## Životopis
Narodila se v roce 1977. Studovala na Vyšší odborné škole publicistiky v Praze. Ze studií na rok odjela do Ruska jako zahraniční zpravodajka na volné noze, přičemž spolupracovala například s Hlasem Ameriky a českou redakcí BBC. Dále studovala bakalářský kombinovaný obor Mediální studia a žurnalistika na Fakultě sociálních studií Masarykovy univerzity v Brně, jenž absolvovala v roce 2009 diplomovou prací na téma Kolektivizace zemědělství: příběh rodiny Hanzlů.
Pracovala v reportérském oddělení deníku Mladá fronta DNES a od roku 2002 do roku 2018 působila v jeho brněnské redakci.
V roce 2016 obdržela Novinářskou cenu v kategorii regionální žurnalistika za rozhovor s historikem Davidem Kovaříkem o poválečném odsunu brněnských Němců. Porota ocenila jeho mimořádný společenský přínos.
V květnu 2017 byla mezi 155 novináři MF DNES a iDNES.cz, kteří podepsali veřejné prohlášení distancující se od bývalého kolegy Marka Přibila a odmítající možnost, že by hnutí ANO, jehož předseda Andrej Babiš byl faktickým vlastníkem vydavatelství, jakkoli skrytě ovlivňovalo či manipulovalo obsah článků těchto médií. Prohlášení reagovalo na zveřejnění tajných nahrávek anonymní skupinou Julius Šuman.
V březnu 2018 např. vystoupila na brněnském pietním pochodu za zavražděného slovenského novináře Jána Kuciaka.
V září 2018 oznámila redakce Deník N, že Jana Ustohalová posílí její řady, se zaměřením na Brno, investigativní kauzy a reportáže.
V červnu 2020 obdržela Novinářskou cenu v kategorii psané žurnalistiky "Nejlepší reportáž" za reportáž z prostředí českých věznic.